# Operatie Eufraatschild
Operatie Eufraatschild is een Turkse militaire operatie tijdens de Syrische Burgeroorlog die in de nacht van 23 op 24 augustus 2016 begon met hevige bombardementen door Turkse F-16's en T-155 Firtina-houwitsers op doelen van IS (Daesh) en de Koerdische YPG in de buurt van de stad Jarablus. Op 29 maart 2017 verklaarde de Nationale Veiligheidsraad van Turkije de operatie als "succesvol beëindigd".

## Achtergrond
Voor de aanval waren Turkse speciale eenheden Syrië binnengedrongen om strategische posities van IS en YPG op te sporen en deze door te geven aan Turkse artilleriebataljons en F-16's. Vervolgens trokken enkele duizenden rebellen van het Vrije Syrische Leger (FSA), gesteund door tientallen Turkse tanks en APC's, de grens over richting Jarablus. Zowel het (initieel) verzoek van de Verenigde Staten, bij monde van Brett H. McGurk, speciaal presidentieel gezant voor de wereldwijde coalitie tegen IS, en het United States Department of Defense, als van Turkije om de westelijke oever van de Eufraat te verlaten vond geen gehoor bij de YPG.

## Verloop
Na 14 uur hadden de rebellen Jarablus en omgeving volledig veroverd op IS. Enkele dagen daarna stonden de rebellen aan de oevers van de Sajur, nadat de door Turkije gesteunde rebellen de milities van de Koerdische Volksbeschermingseenheden hadden teruggedrongen.
Op 3 september 2016 begon de tweede fase van de operatie. Turkse M-60T Sabra-tanks en APC's trokken de stad al-Rai binnen die reeds al in handen was van de rebellen van het Vrije Syrische Leger. Van hieruit trokken de tanks en rebellen op richting Jarablus. Twee dagen daarna was IS volledig van het Turkse grensgebied verdreven en sindsdien staat 98 kilometer van de totale 911 kilometer lange Turks-Syrische grens onder controle van het Vrije Syrische Leger. Daarnaast liet Recep Tayyip Erdogan na overleg met Barack Obama tijdens de G20 top in China doorschemeren dat een gezamenlijk Turks-Amerikaans militair offensief op Raqqa wat hem betreft een optie was.
In de nacht van 15 op 16 september 2016 begon de derde fase van de operatie. Hierbij trokken Turkse pantserwagens en rebellen dieper Syrië binnen met het oog op de strategische stad al-Bab. In de nacht begon het Turkse leger met bombardementen van strategische doelen in de buurt van al-Bab. Als gevolg hiervan evacueerde IS mensen naar Raqqa, de hoofdstad van Islamitische Staat. Circa 2.500 FSA-strijders vergezeld door 200 Turkse speciale eenheden en tientallen gemoderniseerde Turkse M-60T Sabra-tanks moesten de doorgang forceren naar de stad.
Amerikaanse speciale eenheden maakten voor het eerst ook deel uit van het door Turkse strijdkrachten geleide offensief om Daesh-doelen tussen Jarablus en al-Rai te elimineren, maar ontvingen protesten van een minderheidsgroep binnen de geledingen van de FSA-rebellen. Hierop waren de Amerikanen genoodzaakt om onder begeleiding van het Turkse leger zich terug te trekken naar het dorp Havar in de regio Azaz.